# عبد المجيد صقر
فريق أول عبد المجيد أحمد عبد المجيد صقر (27 يونيو 1955 - ) هو القائد العام للقوات المسلحة المصرية ووزير الدفاع والإنتاج الحربي الحالي بوزارة مصطفى مدبولي الثانية.

## حياته ونشأته
ولد عبد المجيد صقر في 27 يونيو 1955، وحاصل على البكالوريوس في العلوم العسكرية من الكلية الحربية سنة 1977 «الدفعة 69 حربية»، وزمالة كلية الدفاع الوطني وماجستير في العلوم العسكرية من الأكاديمية العسكرية للدراسات العليا والإستراتيجية.

## مناصب
تدرج في مختلف المناصب خلال فترة خدمته بالقوات المسلحة في مختلف الإدارات والهيئات منها إدارة الحرس الجمهوري، كما تولى رئاسة إدارة الشرطة العسكرية وصولًا لمنصب مساعد وزير الدفاع عام 2015 كما عين محافظًا للسويس في 2018.
- تدرج في جميع الوظائف القيادية بسلاح المدفعية حتى عين مديرًا لمعهد المدفعية.[10]
- نائبًا لمدير إدارة التجنيد والتعبئة، ثم مدير إدارة شؤون العاملين المدنيين بالقوات المسلحة.[11]
- نائب مدير الكلية الحربية، ومدير كلية القادة والأركان ثم مديرًا لإدارة الشرطة العسكرية.[12]
- مساعدًا لوزير الدفاع ثم عين محافظًا للسويس عام 2018.[13]
- القائد العام للقوات المسلحة وزير الدفاع والإنتاج الحربي رئيس المجلس الأعلى للقوات المسلحة في 2024[14]

## أوسمة
- وسام الجمهورية من الطبقة الثانية.
- نوط التدريب من الطبقة الأولى.
- نوط 25 أبريل 1982.
- نوط الخدمة الممتازة.
- نوط الواجب العسكري من الطبقة الأولى.
- ميدالية اليوبيل الفضى لنصر أكتوبر.
- ميدالية الخدمة الطويلة والقدوة الحسنة.
- ميدالية اليوبيل الذهبى للثورة.
- ميدالية اليوبيل الفضى لتحرير سيناء.
- ميدالية 25 يناير وميدالية 30 يونيو.[15]